# 刘蕃
刘蕃（3世纪—312年9月20日），中山郡魏昌县（今河北省石家庄市无极县）人，西汉中山靖王刘胜之后。父刘迈有经国之才，官至相国参军、散骑常侍。刘蕃清高冲俭，官至光禄大夫。刘蕃的妻子是尚书郭奕的姐妹，生有刘舆、刘琨。
晋惠帝八王之乱期间辅政的皇叔祖赵王司马伦因儿子司马荂是刘蕃的女婿，于是任用刘蕃及其诸子散骑侍郎刘舆、冠军将军刘琨等。后来司马伦篡位称帝败亡，永宁元年（305年）六月，惠帝堂弟齐王司马冏辅政，因刘蕃父子有当世人望，特赦了他们。
后来司马冏也败亡，永兴二年（305年），惠帝出奔长安，东海王司马越图谋迎驾，八月，以刘蕃为淮北护军、豫州刺史。时刘琨为骠骑将军持节领豫州刺史都督河北诸军事范阳王司马虓司马，左将军时任豫州刺史刘乔拒绝调任，攻司马虓于许昌，败之，擒住刘蕃夫妇。司马虓领冀州后，派刘琨去幽州乞求刺史王浚出兵，得突骑八百人，与司马虓渡河一同在廪丘击败兖州刺史车骑将军东平王司马楙，刘乔劫持刘蕃，载以槛车，战败南逃，刘琨才救出父母刘蕃夫妇。永嘉元年（307年），刘琨为并州刺史，十二月在战斗中来到晋阳经营，五年（311年）六月，刘蕃也从洛阳投奔他。
刘琨部下奋威护军令狐盛性亢直，数次劝刘琨除掉晋阳令徐润，刘琨不接受他的意见，反而在六年（312年）失察听信徐润谗言杀了令狐盛。刘琨母都知道刘琨不能成事，且必殃及自己。令狐盛子令狐泥因而投奔自称汉帝的刘聪，具言刘琨虚实。刘聪大喜，以令狐泥为向导，正好上党太守袭醇也投降刘聪，雁门乌丸复反，刘琨亲率精兵出战，于是刘聪遣子河内王刘粲、族兄弟中山王刘曜及令狐泥乘虚袭晋阳，太原太守高乔以郡投降。八月，刘琨回救晋阳，不及，率左右数十骑奔常山，刘粲、刘曜入晋阳，令狐泥杀刘蕃夫妇。十月，刘琨杀败刘粲等，志在复仇，却无奈力弱，泣血呆立，抚慰伤痍，移居阳邑城，招集亡散。